# Arthur Tress
Arthur Tress, né le 24 novembre 1940 à Brooklyn (New York), est un photographe américain, connu pour ses photographies surréalistes et ses nus masculins.

## Biographie
Arthur Tress naît et grandit à Brooklyn, dans une famille de quatre enfants ; sa soeur Madeleine Tress (en) est avocate et militante des droits LGBT+ ; ses parents viennent d'Europe et ont immigré à New York.
Il commence à photographier à l'âge de 12 ans, en pratiquant la photographie de rue et en photographiant le parc d'attraction Luna Park de Coney Island, fermé et laissé en friche depuis la fin de la seconde guerre mondiale. Il est élève à l'Abraham Lincoln High School à Coney Island puis suit des études d'art et de philosophie au Bard College à Annandale-on-Hudson dans l'État de New York, tout en continuant à photographier ; il a parmi ses professeurs Heinrich Blücher. Tress obtient sa licence en arts plastiques en 1962.
Il s'installe à Paris pour suivre une école de cinéma, mais abandonne rapidement ses études. Il voyage au Japon, en Afrique, au Mexique et dans toute l'Europe. Il passe le printemps et l'été 1964 à San Francisco, où il photographie la convention nationale républicaine de 1964 qui désigne Barry Goldwater, les manifestations pour les droits civiques, ainsi que la tournée mondiale des Beatles en 1964 ; Tress réalise plus de 900 photographies qu'il met de côté jusqu'en 2009, date à laquelle il les redécouvre en organisant la succession de sa sœur après le décès de cette dernière, ; l'ensemble est exposé en 2012 au De Young Museum de San Francisco.
Tress s'installe à New York comme photographe commercial ; il gagne sa vie en obtenant des commandes documentaires environnementales et sociales du Volunteers in Service to America (AmeriCorps VISTA (en)) et du Sierra Club.
À la fin des années 1960, Arthur Tress réalise une série de photographies surréalistes consacrées aux rêves et aux cauchemars d'enfants ; il devient un des pionniers de la photographie mise en scène, avec les représentations sorties de leur inconscient lors d’une séance photo. Il publie en 1972 son livre le plus connu The Dream Collector, basée sur la représentation des rêves des enfants, les cérémonies de rituels, les archétypes de Jung et les allégories sociales,.

## Expositions

### Expositions individuelles
- 28 juin - 27 juillet 1974 : Le collectionneur de rêves, Rencontres de la photographie d'Arles[10].
- 1989 : exposition, galerie Urbi et Orbi, Paris[7].
- 3 décembre - 19 décembre 1999 : Male of the species : four decades of photography by Arthur Tress, David Aden Gallery, Venice Beach, Californie[11].
- 7 juillet - 23 septembre 2001 : Arthur Tress - Fantastic voyage, photographs 1956-2000, Corcoran Gallery of Art, Washington[12].
- 3 mars - 3 juin 2012 : Arthur Tress: San Francisco 1964, De Young Museum, San Francisco[13],[14].
- 28 juin - 8 septembre 2013 : Transréalités. Arthur Tress, Galerie du Château d'eau, Toulouse[15],[16].
- 10 février - 28 février 2014 : Arthur Tress. The Photograph as magical image 1956-2006, Musée de la photographie de Thessalonique[17].
- 31 octobre 2023 - 18 février 2024 : Arthur Tress : rambles, dreams, and shadows, J. Paul Getty Museum, Los Angeles[18],[19].

### Expositions collectives
- 29 octobre 2008 - 25 janvier 2009 : 70', la photographie américaine, Bibliothèque nationale de France, Paris[20],[21].
- juin - 12 juillet 2014 : Duane Michals / Arthur Tress / Juliette Bates : Fictions, Galerie Esther Woerdehoff , Paris[22]
- 1er novembre - 13 décembre 2014 : Le corps masculin, avec des photographies de Andy Warhol, Herb Ritts, George Platt Lynes, Arno Rafael Minkkinen, Arthur Tress, Raymond Voinquel, Lucien Clergue, Jan Saudek, Malick Sidibé, Joel-Peter Witkin, le baron Wilhelm von Gloeden, Galerie David Guiraud, Paris, dans le cadre du Mois de la photo 2014.

## Ouvrages et livres de photographies
- (en) Open space in the inner City : ecology and the urban environment, New York, State council on the arts, 1971.
- (en) Shadow  : a novel in photography, New York, Avon books, 1975[23].
- (en) The Dream collector  (préf. John Minahan), Richmond, Westover, 1972[24].
  - édition française : Rêves  (préf. Michel Tournier), Bruxelles, Éditions Complexe, 1979, 96 p. (ISBN 2-87027-040-2, lire en ligne )[25].
- (en) Theater of the mind, Dobbs Ferry (New York), Morgan & Morgan, 1976 (ISBN 0-87100-106-3).
- (en + fr) Facing up  (préf. Yves Navarre), Genève, Bernard Letu, 1980, 79 p.

## Collections
- J. Paul Getty Museum, Los Angeles[26]
- Metropolitan Museum of Art (MET), New York
- Museum of Modern Art (MOMA), New York[27]
- Whitney Museum of American Art, New York[28]
- Bibliothèque nationale de France, Paris[29]
- George Eastman House, Rochester[30]

## Distinctions
- 2012 : Lucie Award in Fine Art[31]